# (74160) 1998 QE101
(74160) 1998 QE101 – planetoida z pasa głównego asteroid okrążająca Słońce w ciągu 4,3 lat w średniej odległości 2,64 j.a. Odkryta 26 sierpnia 1998 roku.